# Pierre Bulliard

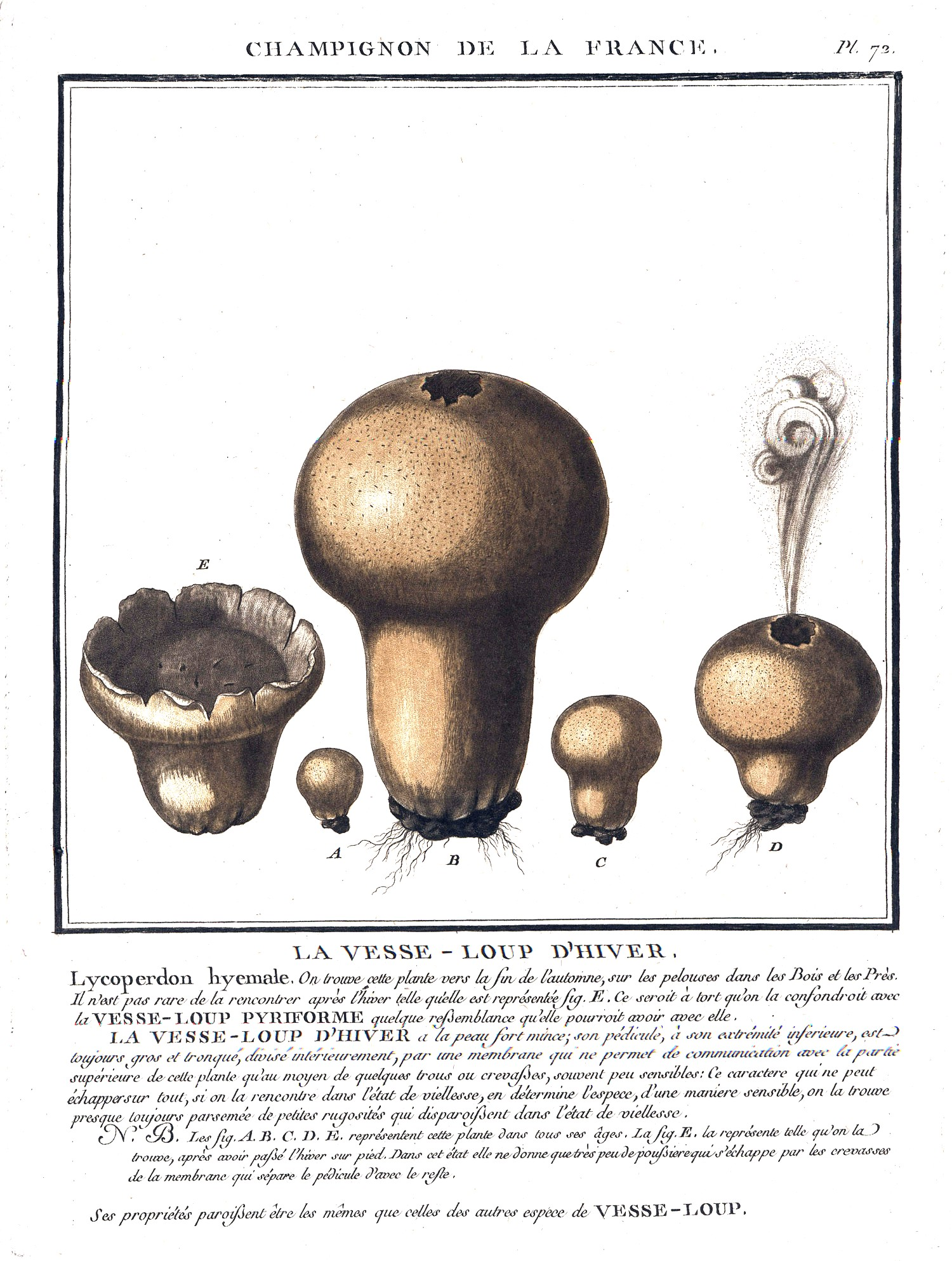

Jean-Baptiste François Bulliard, dit Pierre Bulliard est un naturaliste français, né le 24 novembre 1752 à Aubepierre-sur-Aube (dans la Haute-Marne) et mort le 29 septembre 1793 à Paris, à l'âge de 41 ans, dans des circonstances restées mystérieuses.

## Biographie
Cadet d'une famille nombreuse, il devient orphelin très tôt. Après des études au collège de Langres, il entre au service de l'abbé de Clairvaux. Après son séjour à Clairvaux, il part étudier la médecine et la botanique à Paris, vers 1775.
Il publie de très nombreux ouvrages de botanique :
- De 1776 à 1780, Flora Parisiensis, ou Descriptions et figures des plantes qui croissent aux environs de Paris (en six volumes), qui est la refonte du Botanicon parisiense Sébastien Vaillant (1669-1722) suivant le système de Carl von Linné (1707-1778) mais en commentant des erreurs.
- De 1780 à 1793, Herbier de la France, ou Collection complète des plantes indigènes de ce royaume (en neuf volumes et comprenant plus de six cents planches colorées).
- En 1783, Dictionnaire élémentaire de botanique, ou Exposition par ordre alphabétique des préceptes de la botanique et de tous les termes, tant françois que latins, consacrés à l'étude de cette science.
- En 1784, Histoire des plantes vénéneuses et suspectes de la France (en cinq volumes et plus de deux cents planches).
- De 1791 à 1812, Histoire des champignons de la France, ou Traité élémentaire renfermant dans un ordre méthodique les descriptions et les figures des champignons qui croissent naturellement en France, ouvrage achevé par Étienne Pierre Ventenat (1757-1808).
- En 1796, Aviceptologie

Il apprend le dessin et la gravure auprès de François Martinet, célèbre pour ses illustrations des œuvres de Buffon, ce qui lui permet de réaliser lui-même les planches de ses ouvrages. Il avait également mis au point un procédé économique de tirage des planches couleurs, ce qui lui permettait de vendre ses ouvrages moins cher que d'autres éditeurs. Il n'a pas apporté de grandes connaissances nouvelles en botanique car seul son traité de mycologie décrit de nouvelles espèces.

## Ouvrages en ligne
- Flora Parisiensis ou descriptions et figures des plantes qui croissent aux environs de Paris, Vol. 4, 1779
- Flora Parisiensis ou descriptions et figures des plantes qui croissent aux environs de Paris, Vol. 6, 1783
- Histoire des plantes vénéneuses et suspectes de la France, Seconde édition, 1798
- Dictionnaire élémentaire de botanique, Seconde édition, 1800
- Histoire des champignons de la France, Vol. 2, Partie 2, 1812
- Aviceptologie française, Dixième édition, 1830
- 34 ouvrages disponibles sur Internet Archive.